# Nizami Paşayev
Nizami Paşayev (Gədəbəy, 2 febbraio 1981) è un ex sollevatore azero, più volte campione mondiale ed europeo nella categoria fino a 94 kg.

## Palmarès
| Anno | Manifestazione  | Sede     | Categoria     | Risultato | Prestazione | Note |
| ---- | --------------- | -------- | ------------- | --------- | ----------- | ---- |
| 2001 | Mondiali        | Adalia   | Fino a 94 kg  | Argento   | 405,0 kg    |      |
| 2001 | Europei         | Trenčín  | Fino a 94 kg  | Oro       | 387,5 kg    |      |
| 2002 | Mondiali        | Varsavia | Fino a 94 kg  | Oro       | 392,5 kg    |      |
| 2002 | Europei         | Adalia   | Fino a 94 kg  | Bronzo    | 395,0 kg    |      |
| 2005 | Mondiali        | Doha     | Fino a 94 kg  | Oro       | 401 kg      |      |
| 2005 | Giochi islamici | La Mecca | Fino a 105 kg | Bronzo    |             |      |